# Jesús Martín Mendoza Arriola
Jesús Martín Mendoza Arriola (México, D.F.; 7 de noviembre de 1968) es un periodista y conductor mexicano de radio y televisión. Su columna "Ojos que sí ven" se publica todos los viernes en la edición de El Financiero. "¡Súbale el volumen a su radio!" Frase que era tradicional al comienzo de sus programas de radio. No cuenta con cédula profesional en el Registro Nacional  de Profesiones de México.

## Biografía
Es titulado en Ciencias de la Comunicación por la Universidad Intercontinental y realizó estudios de economía en la Universidad Nacional Autónoma de México. Exalumno Marista, en su formación cursó en el Centro Universitario México. Ha trabajado 33 años en la radio mexicana. Condujo la edición vespertina de La Red de Radio Red de Grupo Radio Centro del 1 de abril de 2005 hasta el 14 de junio de 2019.   
Inició su actividad profesional en Grupo ACIR como productor y conductor de programas informativos, entre ellos Informativo Panorama, Invirtiendo en México y Acir Radionoticias. Durante 6 años fue conductor de noticiarios para Grupo Radio Centro, al frente de Desde el Centro de la Noticia. Fue productor y conductor de segmentos informativos en Formato 21. En 1996, formó parte del equipo de Infored,  fue productor de las emisiones Monitor, así como conductor de Metropolitanos y "La Red de Radio Red" en el 92.1 FM, 88.1 FM y 1110 AM. 
Hasta el mes de julio de 2023 fue el titular del Noticiario "Las noticias con Jesús Martín Mendoza" de El Heraldo Televisión canal 8.1 y fue el titular de un programa de radio en la recién creada estación El Heraldo Radio en el 98.5 FM desde el 25 de junio de 2019 hasta julio de 2023. 
- Es Premio por trayectoria profesional en Medios de Comunicación 2023 otorgado por el Women Economic Forum.

- Es Premio Nacional de Periodismo (2019) José Pagés Llergo por la mejor conducción radiofónica a nivel nacional en 2019, por Radio Red y Heraldo Radio de Heraldo de México.

- Es Premio Nacional de Periodismo (2008) que otorga el Consejo Ciudadano. Galardón obtenido en la categoría de Noticia. Por la transmisión realizada el 4 de noviembre de 2008, durante el accidente de aviación en el que murió Juan Camilo Mouriño Terrazo.

- Es Premio Nacional de Periodismo (2008) José Pagés Llergo por cobertura responsable y oportuna, por la transmisión realizada el 4 de noviembre de 2008, durante el accidente de aviación en el que murió Juan Camilo Mouriño Terrazo.

- Es Premio Nacional de Periodismo (2009) José Pagés Llergo por la cobertura informativa sobre la crisis por la Pandemia de gripe A (H1N1) de 2009-2010 en México

- Es Premio Nacional de Periodismo (2008) al mejor programa radiofónico de noticias, presea otorgada por el Club de Periodistas de México.

- Es Premio Nacional "Veritas" 2010 al mejor Conductor de Noticias del año. Por la Universidad Anáhuac México Sur.

- Es Premio Nacional de Locución (2003) con la presea Juan José Bravo Monroy por Noticias.

- Es Presea "Musa de la Radio" (2009) que otorga la Revista Voces al Aire a lo más destacado de la radio en México.